# Loredana (rapper)
Loredana, pseudonimo di Loridana Zefi, coniugata Adeyemi (Lucerna, 1º settembre 1995), è una rapper svizzera con cittadinanza kosovara.

## Biografia
Nata a Lucerna da una famiglia di etnia kosovaro-albanese originaria di Ferizaj, Zefi ha intrapreso la sua carriera musicale nel 2018 con la pubblicazione del singolo di debutto Sonnenbrille, che ha raggiunto la 12ª posizione della Offizielle Deutsche Charts, la 13ª della classifica svizzera e l'8ª di quella austriaca. Tale brano le ha fruttato un disco d'oro dalla Bundesverband Musikindustrie e IFPI Austria per aver venduto 215 000 unità combinate in questi due territori.
Nel 2019 è uscito il suo primo album in studio, King Lori, che ha fatto il suo ingresso al 2º posto in Austria e Svizzera, e al 3º in Germania, e ha vinto nella categoria miglior artista svizzero agli MTV Europe Music Awards.
L'anno seguente ha pubblicato Nicht verdient, singolo realizzato come artista ospite col tedesco Capital Bra che è salito al numero uno in Austria, Germania e Svizzera. Ha in seguito superato la soglia delle 2 200 000 unità certificate in Germania e 285 000 in Austria, ricevendo anche l'MTV Europe Music Award al miglior artista svizzero per il secondo anno consecutivo. A dicembre del medesimo anno è stato reso disponibile il secondo album Medusa, promosso dai singoli Checka, Rockstar, Tut mir nicht leid e Gangster.
Nel 2021 è uscita Rosenkrieg, tratta dal disco in collaborazione con Mozzik No Rich Parents, che ha segnato la sua sesta numero uno in Germania, nonché la tredicesima top ten in Svizzera e la sedicesima in Austria. Loredana ha quindi conservato il titolo dell'artista donna col maggior numero di titoli al numero uno nella Deutsche Singlechart fino al luglio 2024, quando il primato è stato infranto da Shirin David con Bauch Beine Po.

## Discografia

### Album in studio
- 2019 – King Lori
- 2020 – Medusa
- 2021 – No Rich Parents (con Mozzik)

### Album dal vivo
- 2023 – Red Bull Symphonic Live

## Tournée
- 2023 – Wifey Tour

## Riconoscimenti
- MTV Europe Music Awards
  - 2019 – Miglior artista svizzera[8]
  - 2020 – Miglior artista svizzera[10]
  - 2021 – Candidatura al Miglior artista svizzero[21]
  - 2022 – Miglior artista svizzera[22]

- Swiss Music Awards
  - 2020 – Candidatura alla Miglior artista femminile[23]
  - 2020 – Best Breaking Act[24]
  - 2021 – Candidatura alla Miglior artista femminile[25]
  - 2021 – Candidatura alla Miglior hit per Nicht verdient[25]
  - 2022 – Candidatura alla Miglior artista femminile[26]
  - 2022 – Candidatura al Miglior gruppo[26]
  - 2023 – Candidatura alla Miglior artista femminile[27]